# Heinz Schwarz
Heinz Schwarz (Leubsdorf, 24 de julio de 1928-6 de marzo de 2023) fue un político alemán de la Unión Demócrata Cristiana de Alemania (CDU) que fue miembro durante mucho tiempo del parlamento estatal de Renania-Palatinado y se desempeñó como ministro del interior del estado. De 1976 a 1990 fue miembro del Bundestag.

## Primeros años y educación
Schwarz nació en Leubsdorf el 24 de julio de 1928, hijo de un viticultor y posadero. Asistió a escuelas primarias, comerciales y de viticultura. En 1944 comenzó un aprendizaje comercial en la Kreissparkasse en Neuwied, pero fue reclutado como Luftwaffenhelfer. Después de la Segunda Guerra Mundial, completó su educación comercial en 1947. Se formó como banquero hasta 1947, y luego trabajó en la viña de sus padres y en ocasiones como peón industrial. Era dueño de dos empresas en su ciudad natal, una tienda de antigüedades y una empresa que importaba materias primas.

## Carrera política temprana
Schwarz se unió a la Unión Demócrata Cristiana de Alemania (CDU) en 1947. De 1949 a 1951 fue el jefe de Kreisverband (distrito) en Neuwied de la CDU. Fue secretario de estado del ala juvenil de la CDU Junge Union de 1952 a 1954, y su secretario nacional de 1955 a 1961. Fue responsable del partido en Renania-Palatinado de 1961 a 1964, y jefe del distrito Coblenza-Montabaur de 1969 a 1980. En 2020, fue una de las dos únicas personas que estuvo presente en todas las convenciones del partido de la CDU desde la convención fundacional en 1950. El otro fue Günter-Helge Strickstrack, que murió ese año.

## Miembro del Parlamento

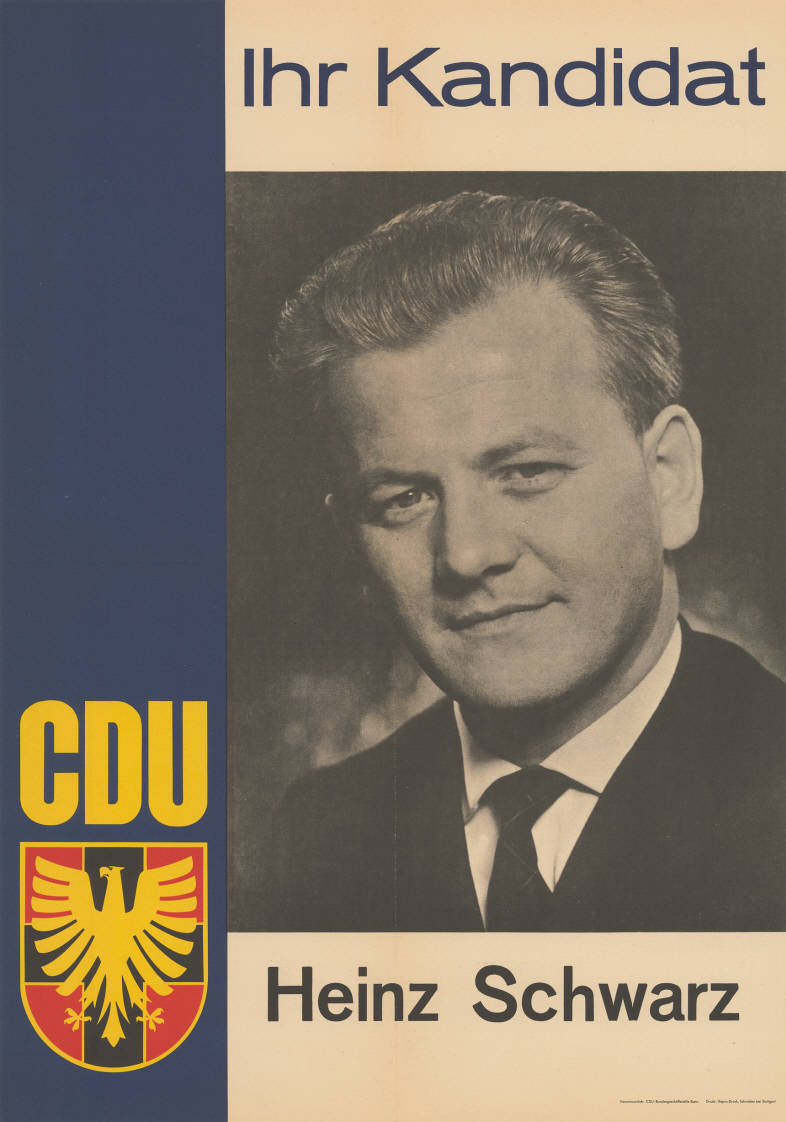
Cartel en 1963.

Schwarz fue miembro del consejo de Leubsdorf de 1956 a 1960 y miembro del consejo de distrito de Landkreis Neuwied de 1956 a 1971. Fue elegido miembro del Landtag de Renania-Palatinado en 1959, donde se desempeñó como vicepresidente de la CDU de 1967 a 1971, y como presidente de Innenausschuss (asuntos del interior). Fue elegido para el parlamento nacional, Bundestag, en 1976, donde permaneció hasta 1990. Allí fue miembro de la Auswärtiger Ausschuss (comité extranjero).

## Cargos públicos
Schwarz fue alcalde de Bad Hönningen de 1964 a 1971. El 18 de mayo de 1971, fue designado por el ministro-presidente Helmut Kohl como ministro del Interior, sucediendo a August Wolters. Su mandato terminó cuando fue elegido para el Bundestag y fue sucedido por Kurt Böckmann.

## Vida personal y muerte
Schwarz estaba casado; el hijo de la pareja Stefan Schwarz también se convirtió en político. Su segundo hijo es el publicista Thomas Schwarz.
Schwarz murió el 6 de marzo de 2023, a los 94 años. Fue el último miembro vivo del Landtag de 1959. Malu Dreyer, ministra-presidenta de Renania-Palatinado, dijo que «Heinz Schwarz era un político por profundas convicciones. Como católico renano que vivió la Segunda Guerra Mundial, estaba preocupado por un futuro mejor para nuestro país, en el que la gente construya puentes para una democracia firme». («Heinz Schwarz war Politiker aus tiefer Überzeugung. Als rheinischer Katholik, der den Zweiten Weltkrieg miterlebte, ging es ihm um eine bessere Zukunft für unser Land, in der Menschen Brücken für eine feste Demokratie bauen. Heinz Schwarz war Politiker aus tiefer Überzeugung. Als rheinischer Katholik, der den Zweiten Weltkrieg miterlebte, ging es ihm um eine bessere Zukunft für unser Land, in der Menschen Brücken für eine feste Demokratie bauen»).

## Premios

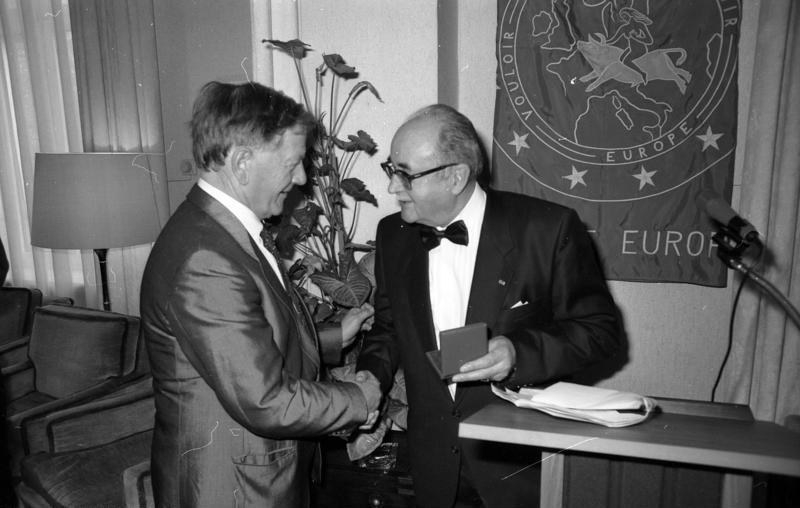
Schwarz recibiendo el Mérite Européen en 1989.

- 1969: Orden al Mérito de la República Federal de Alemania.[15]
- 1986: Cruz de Comandante de la Orden del Mérito.[16]
- 1989: Mérite Européen.[17]

## Publicaciones

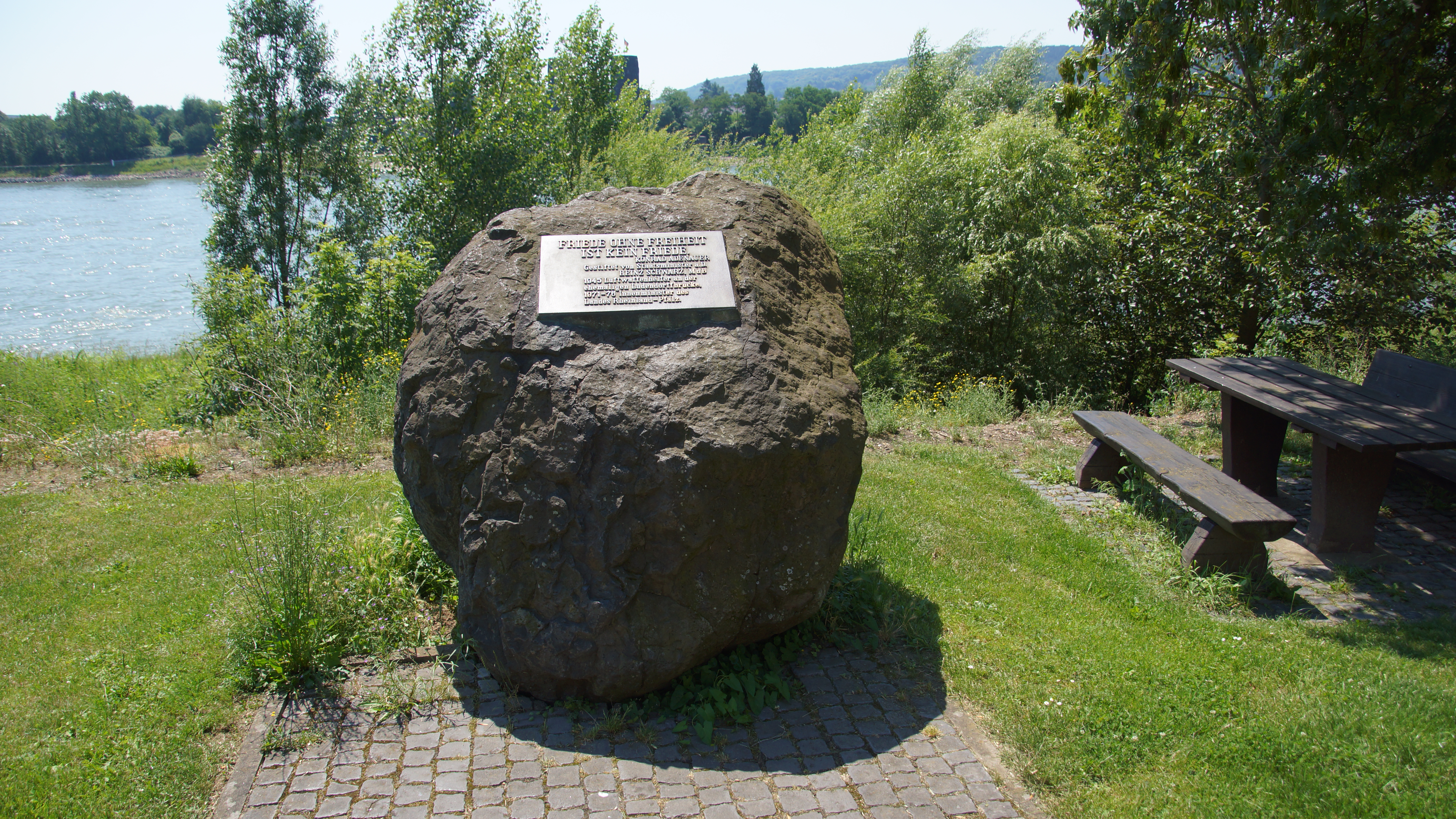
Memorial Friede ohne Freiheit ist kein Friede, de Schwarz, 1988.

Las publicaciones de Schwarz como autor o editor están en poder de la Biblioteca Nacional de Alemania:
- Schwarz, Heinz (1975). Sicherheit oder Freiheit? : innere Sicherheit als Prüfstein der Demokratie (en alemán). Stuttgart: Verlag Bonn Aktuell. ISBN 3-87959-031-1. OCLC 9761838.
- Schwarz, Heinz; Schleyer, Hanns Martin (1978). Der Fahndungsskandal Schleyer (en alemán). Bonn: Bundeshaus Selbstverl. OCLC 258009073.

## Monumento
Schwarz donó un monumento conmemorativo en el Puente Ludendorff en Remagen, donde había servido como Luftwaffenhelfer. La placa, en la orilla este del río en Erpel, cita a Konrad Adenauer: «Friede ohne Freiheit ist kein Friede» («La paz sin libertad no es paz»).